# Aleksandr Moisejew
Aleksandr Giennadijewicz Moisejew (ros. Александр Геннадиевич Моисеев; ur. 22 czerwca 1995) – rosyjski siatkarz, grający na pozycji libero.

## Sukcesy klubowe
Mistrzostwo Rosji:
- 2019[3]